# مؤسسه بین‌المللی برنامه‌ریزی آموزشی یونسکو

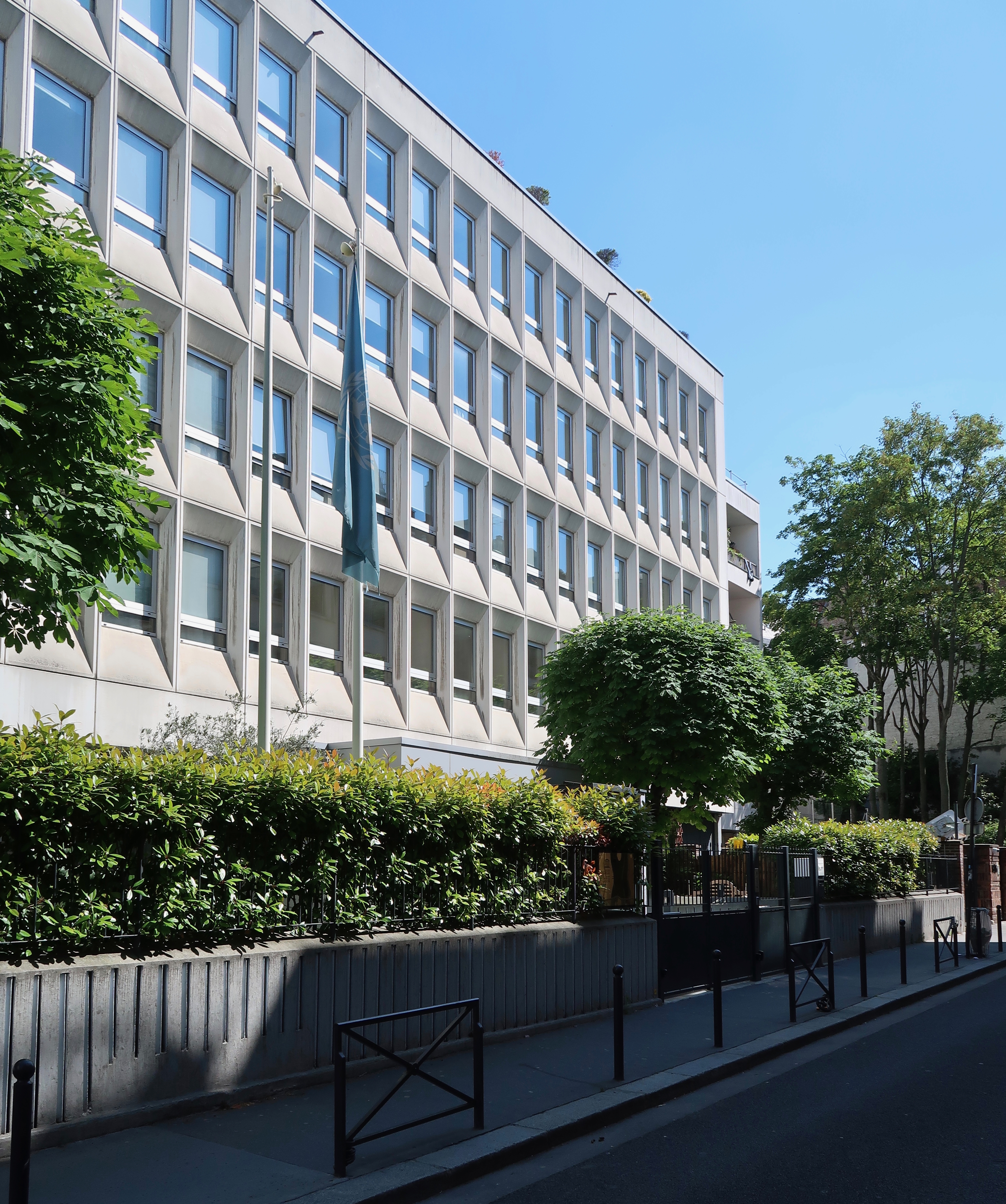
مؤسسه بین‌المللی برنامه‌ریزی آموزشی یونسکو

مؤسسهٔ بین‌المللی برنامه‌ریزی آموزشی یونسکو (به انگلیسی: UNESCO International Institute for Educational Planning) با نام اختصاری (IIEP–UNESCO) از مؤسسه‌های وابسته به یونسکو است که در زمینه‌ٔ برنامه‌ریزی آموزشی و طرح‌ریزی آموزش و پرورش فعالیت می‌کند. 
این بنیاد در سال ۱۳۴۲ در پاریس بنیان گذاشته شد و یک دفتر منطقه‌ای در بوینس‌آیرس نیز دارد. این موسسه با برپایی همایشها و پرورش متخصصان برنامه‌ریزی آموزش و پرورش و نیز انتشار کتاب‌ها و نشریات فراوان، کمک بسیاری به وضعیت آموزش و پرورش در کشورهای جهان کرده‌است.

## کتابها و نشریات
مؤسسهٔ بین‌المللی برنامه‌ریزی آموزشی یونسکو تاکنون کتاب‌ها و نشریات فراوانی دربارهٔ برنامه‌ریزی آموزشی منشر کرده‌است که برخی از آن‌ها به فارسی ترجمه شده‌اند، از جمله دو کتاب فرایند برنامه‌ریزی آموزشی و برنامه‌ریزی درسی مدارس که توسط فریده مشایخ (از مشاوران ایرانی موسسه) ترجمه شده‌است.